# San Quirico (Pescia)
San Quirico è una frazione del comune di Pescia, in provincia di Pistoia, Toscana. È una delle località dette Dieci castella della Valleriana, soprannominata Svizzera Pesciatina.
Questo paese era noto fin dagli ultimi anni del XVIII secolo per la presenza della fonderia di campane Magni (trasferitasi nella periferia di Lucca alla fine dell’800). Sotto la guida dei suoi maggiori esponenti (Luca Antonio, Luigi e Raffaello) furono fabbricati numerosi bronzi ancora oggi presenti in moltissimi campanili della Toscana.

## Monumenti e luoghi d'interesse
- Pieve di San Quirico